# Eptatretus moki
Eptatretus moki – gatunek bezszczękowca z rodziny śluzicowatych. 

## Zasięg występowania
Japonii.

## Cechy morfologiczne
Osiąga 47 cm długości. 6 otworów skrzelowych z każdej strony ciała. Od 75 do 82 gruczołów śluzowych w tym 18-21 przedskrzelowych. Fałda brzuszna dobrze rozwinięta z szerokim, bladym obrzeżeniem. Plamki oczu słabo widoczne lub ich brak.

## Biologia i ekologia
Występuje na głębokości do 100 m.